# مرلین نش
مِـرلین نَـش (انگلیسی: Marilyn Nash؛ ‏ ۲۶ اکتبر ۱۹۲۶ – ۶ اکتبر ۲۰۱۱) بازیگر] اهل ایالات متحده آمریکا بود. وی بین سال‌های ۱۹۴۷ تا ۱۹۷۷ میلادی فعالیت می‌کرد.
از فیلم‌ها یا برنامه‌های تلویزیونی که وی در آن نقش داشته‌است، می‌توان به موسیو وردو اشاره کرد.